# Endurantismo
Endurantismo o durantismo, o también teoría de la duración (endurance, en inglés), es una doctrina filosófica que hace hincapié en la persistencia y en la identidad de los seres. De acuerdo con el punto de vista endurantista, cada objeto material persiste como entidad individual tridimensional que está total e invariablemente presente. «La persistencia en tres dimensiones significa que un objeto es así en este momento, y en el siguiente y en el siguiente, y así sucesivamente, de forma que todo individuo es totalmente presente en todo momento de su existencia».
Su concepto de un individuo como siempre presente se opone al del llamado perdurantismo o cuadridimensionalismo (four dimensionalism, en inglés), al afirmar que un objeto está conformado por una serie de fases, estadios o "partes temporales", como los fotogramas de una película, con lo que de alguna forma se rompe la cohesión de dicha identidad. De hecho, algunos filósofos sostienen que el perdurantismo se acomoda mejor a la teoría de la relatividad.
El uso de "durar" (endure, en inglés) o "perdurar" (perdure) para distinguir las dos formas en las cuales se puede concebir la persistencia de los objetos a lo largo del tiempo, viene ampliamente explicada por el filósofo David Lewis, en su obra On the Plurality of Worlds ("Sobre la pluralidad de los mundos", 1986).